# Haus Böckum
Haus Böckum (in alten Quellen auch Buechen, Boichem oder Boecum) ist ein mittelalterlicher Adelssitz im Duisburger Stadtteil Huckingen am alten Angerbach. Haus Böckum ist die einzige erhaltene Wasserburg auf Duisburger Stadtgebiet, auch wenn ihre Wassergräben heute mehrheitlich trocken liegen.

## Namensgebung
Der Name Böckum leitet sich von Hof zu den Buchen (Hof zo den Buechen) ab und ist damit auf den früher bis an Böckum heranreichenden Buchenwald zurückzuführen, von dem heute nur noch der Duisburger Stadtwald übrig ist.

## Geschichte
Die Wasserburg war über Jahrhunderte ein Lehen der Grafen von Berg. Die erste urkundliche Erwähnung stammt aus dem Jahr 1345 in Form der Person Thyderich van den Boken, der als Dietrich von Rheinheim aus dem Adelsgeschlecht der Herren von Kalkum zu identifizieren ist. Dietrichs mutmaßliche Tochter Mechtild von Rheinheim brachte Böckum durch Heirat an Hermann von der Seldung (auch Hermann von der Seeldonck oder Hermann von Schlickum), 1369 bis 1391 Amtmann zu Angermund, der Böckum 1369 verpfändete (hier: Hof zu den Buchen). Ebendieser Hermann war noch 1402 im Besitz von Böckum, als er sein Testament erstellte. Kurz darauf verstarb er. Böckum kam über seine Tochter an die Herren von Ulenbroich. Kurz darauf, 1405, wurde Böckum im Zuge der Kalkumer Fehden von Kölner Söldnern zerstört (siehe auch Haus Remberg).
Von spätestens 1440 bis ca. 1760 waren die Herren von Buer Besitzer von Böckum. Zunächst Hermann von Buir, der mit Agnes von Uhlenbroich verheiratet war. Um 1500 war deren Sohn Heinrich sowie um 1540 dessen Sohn Hermann Eigentümer. Bis 1608 war Hermanns Sohn Johann von Buir (auch von Bawyr), 1609 Johanns Neffe, Johann Hermann von Bawyr, Herr zu Boekem, Romlian und Frankenberg (Aachen), Besitzer. Im Jahre 1644 war Johann Hermanns Sohn Johann von Bawyr, der 1636 die Erbtochter Maria von Scheidt genannt Weschpfennig zu Heltorf heiratete, Eigentümer. Nach dem Tod von Johann von Bawyr 1647 folgte ihm sein Sohn Johann Friedrich von Bawyr bis 1681. Johanns Witwe, Maria Freiin von Scheidt, heiratete 1649 im Haus Böckum den Freiherrn Friedrich Christian von Spee.
Im Jahr 1661 berichtete Johann Bertram von Scheid genannt Weschpfennig seinem Schwiegersohn Friedrich Christian von Spee über einen geplanten Neubau von Haus Böckum. Danach gehörte Haus Böckum dem 1708 um Bauholz bittenden General Friedrich Ferdinand Bawyr von Frankenberg, Sohn des Johann Friedrich von Bawyr. Zwischenzeitlich waren im Jahr 1702, während der Belagerung von Kaiserswerth im Spanischen Erbfolgekrieg, die Wirtschaftsgebäude niedergebrannt.
Nachdem die von Buer/Bawyr dieser Linie gegen Mitte des 18. Jahrhunderts im Mannesstamm ausgestorben waren, wurde das Haus von den Erben 1767 an Theodor von Hallberg verkauft. Er setzte mit den Eheleuten Peter Blumenkamp und Catharina Christina Broickerhoff Halbwinner auf Haus Böckum. 1801 kaufte der Ratinger Industrielle und Kommerzienrat Johann Gottfried Brügelmann das Haus. Nach seinem Tod 1802 kam es an seinen gleichnamigen Sohn Johann Gottfried jun. Nach dessen Tod 1808 erbte seine Tochter Charlotte das Haus. Im Jahr 1856 verkaufte sie als Witwe des Karl Heinrich Engelbert von Oven das Haus an den Grafen von Spee, dessen Familie es 2012 an den Berliner Investor „S+P Real Estate“ verkaufte.
Zu Haus Böckum gehörte auch das Stroetrecht (von „Stroet“ für Strauch, Gebüsch, Dickicht). Es handelte sich hierbei um das Recht, im Wald Wildpferde zu halten, das neben dem Herzog von Berg nur wenigen Rittersitzen zustand (Böckum, Heltorf, Broich, Haus zum Haus, Groß-Winkelhausen, Oefte und Landsberg).

## Heutiger Zustand und Nutzung
Die heute U-förmige Anlage entstand in mehreren Bauphasen. Der älteste Abschnitt ist der östliche Gebäudeteil mit einem Turm aus unverputztem Backstein mit geschweifter, schiefergedeckter Haube. Dieser Teil inklusive Torbau und die dorthin führende, gemauerte Steinbrücke, die eine frühere Zugbrücke ersetzte, wurde 1661 als Herrenhaus errichtet und ersetzte eine ältere Burganlage, die auf dem heute unbebauten, nördlichen Teil der Wasserburganlage stand. Die übrigen Gebäudeteile, die aus dem 18. und 19. Jahrhundert stammen, sind landwirtschaftliche Nutzbauten und wurden als solche kommerziell auch bis 2008 von einem Pächterehepaar genutzt.
Die gesamte Anlage steht seit dem 27. Juni 1991 unter Denkmalschutz. Der 2017 genehmigte Plan des Investors zur Umwandlung des Anwesens in Wohnbauten wurde jedoch nie umgesetzt. Im Februar 2017 brannte einer der zum Haus Böckum gehörenden Geflügelställe neben der Burganlage ab. Inzwischen wurden die übrigen Geflügelställe abgerissen, das Burggelände eingezäunt, das Betreten ist untersagt. Die Stadt Duisburg hat wegen des Verfalls des denkmalgeschützten Anwesens ein ordnungsbehördliches Verfahren gegen den Besitzer eingeleitet, da sich der Zustand der Burg in den letzten Jahren verschlechtert habe. Zudem sei das historische Anwesen zunehmend Opfer von Vandalismus geworden, es steht nunmehr zum Verkauf.